# Ziaur Rahman (Schachspieler)
Ziaur Rahman (bengalisch জিয়াউর রহমান Jiẏāur Rahamān; * 1. Mai 1974; † 5. Juli 2024 in Dhaka) war ein Schachgroßmeister aus Bangladesch.
Die bangladeschische Meisterschaft gewann er vierzehnmal: 1988, 1994, 1996, 1998, 1999, 2001, 2002, 2004, 2005, 2008, 2009, 2011, 2014 und 2018. Er spielte für Bangladesch bei 16 Schacholympiaden: 1986–1988, 1992–2008, 2012–2018 und 2022. Außerdem nahm er dreimal an den asiatischen Mannschaftsmeisterschaften (1987, 1991 und 2009) teil.
Beim Schach-Weltpokal 2007 scheiterte er in der ersten Runde an Dmitri Jakowenko, ebenso beim Schach-Weltpokal 2011 an Maxime Vachier-Lagrave, beim Schach-Weltpokal 2013 an Boris Gelfand und beim Schach-Weltpokal 2015 an Jewgeni Tomaschewski. Beim asiatischen Zonenturnier in Kathmandu (2015) wurde er Erster. 
Im Jahr 1993 wurde er Internationaler Meister, seit 2002 trug er den Titel Großmeister und seit 2019 den Titel FIDE-Trainer. Seine höchste Elo-Zahl war 2570 im Oktober 2005.
Bei der Schacholympiade 2022 spielte er in der bangladeschischen Nationalmannschaft zusammen mit seinem Sohn Tahsin Tajwar Zia (* 2005), der den Titel eines FIDE-Meisters trägt.
Bei der Landesmeisterschaft 2024 erlitt er während seiner Partie in der 12. Runde einen Herzinfarkt. Im Krankenhaus wurde kurz darauf sein Tod festgestellt. 
| Hier fehlt eine Grafik, die leider im Moment aus technischen Gründen nicht angezeigt werden kann. Wir arbeiten daran! |